# Juneau
Juneau är huvudstad och utgör samtidigt ett borough i delstaten Alaska i USA. Staden har en yta av 8 430,4 km² (betydligt större än delstaten Delaware) och en befolkning, som uppgår till cirka 31 000 invånare (2005). Själva centralorten har 17 500 invånare (2005) på en yta av 31 km². I väst omges staden av höga berg och stora glaciärer samt av Gastineau-kanalen i öst.
År 1880 började Juneaus moderna historia då Joe Juneau och hans reskamrat Richard Harris lyckades hitta guldklimpar i Gold Creek-området, som senare namngavs efter Joe Juneau. Den första stora guldfyndigheten i Juneau eller Douglas Island (mittemot Juneau) var omkring 1880. Douglas Island (tlingit: Deishú Áakʼw) är en tidvattenö i den amerikanska delstaten Alaska. Den är en del av staden och stadsdelen Juneau, strax väster om centrala Juneau och öster om Admiralty Island, som är en ö i Alexanderarkipelagen, vid Nordamerikas västkust utanför Alaskas sydöstkust. Den är separerad från fastlandet Juneau av Gastineau-kanalen och innehåller samhällena Douglas och West Juneau.
Staden Juneau ligger inbäddad i sydöstra Alaskas panhandle. Panhandle avser en mindre "utstickande" del av ett geografiskt område i sydöstra Alaska, omgiven av vatten på ena sidan och höga berg och glaciärer på den andra. Alaska Panhandle är belägen väster om den norra halvan av den kanadensiska provinsen British Columbia. Denna oländiga terräng gör det omöjligt att bygga en väg som direkt förbinder Juneau med resten av Alaska eller de 48 nedre delstaterna. Juneau har varit Alaskas politiska huvudstad sedan 1906. Innan dess var det staden Sitka som var Alaskas ursprungliga huvudstad.
I Juneau ligger huvudcampus för University of Alaska Southeast.
Näringslivet kännetecknas av fiske, skogsbruk, turism och gruvdrift.

## Geografi och klimat
Staden är belägen på 58,3° nordlig bredd (ungefär densamma som för Norrköping i Sverige) i den sydöstra delen av delstaten. Juneau är den enda av USA:s delstatshuvudstäder som ligger på fastlandet men inte kan nås via landsväg utan endast per båt (bilfärja) eller flyg. Det planeras en bilväg till Skagway men den ska inte gå hela vägen, utan vissa sträckor ska överbryggas med en kortare bilfärjerutt än vad det hittills är. Vid Skagway finns en nationalpark med värdefullt djur- och växtliv som inte ska förstöras. Dessutom ägs några områden där vägen var påtänkt inte av delstaten.
Temperaturen i staden ligger mellan -4 °C (genomsnittligt dygnsminimum i januari) och 18 °C (genomsnittligt dygnsmaximum i juli), med ganska mycket vindar och nederbörd (i genomsnitt 2280 mm per år).
Staden ligger vid viken Gastineau Channel som tillhör Stilla havet.

## Historia

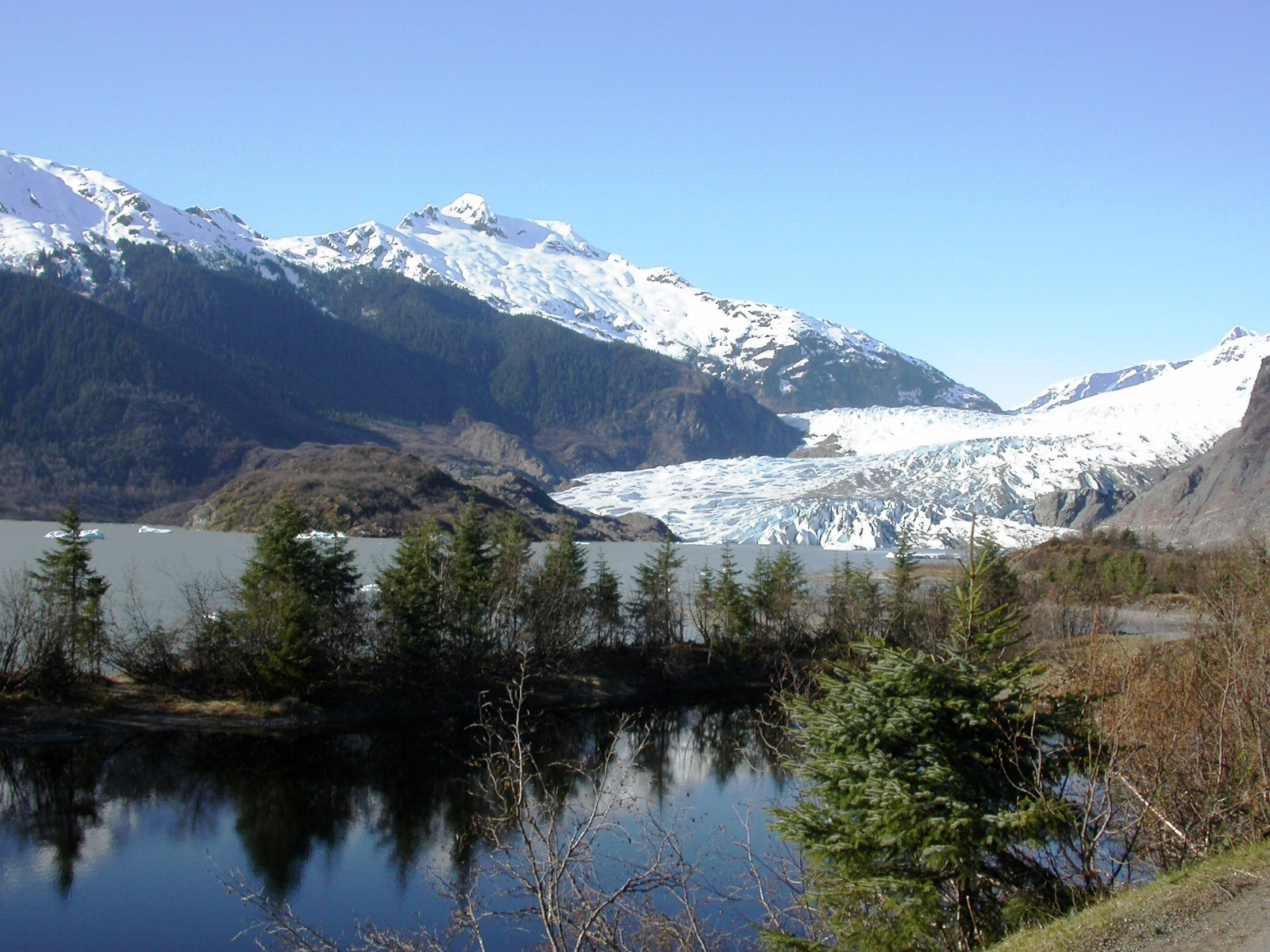
Mendenhall-glaciären i Juneau, Alaska på en ovanligt klar och ljus tidig vårdag.

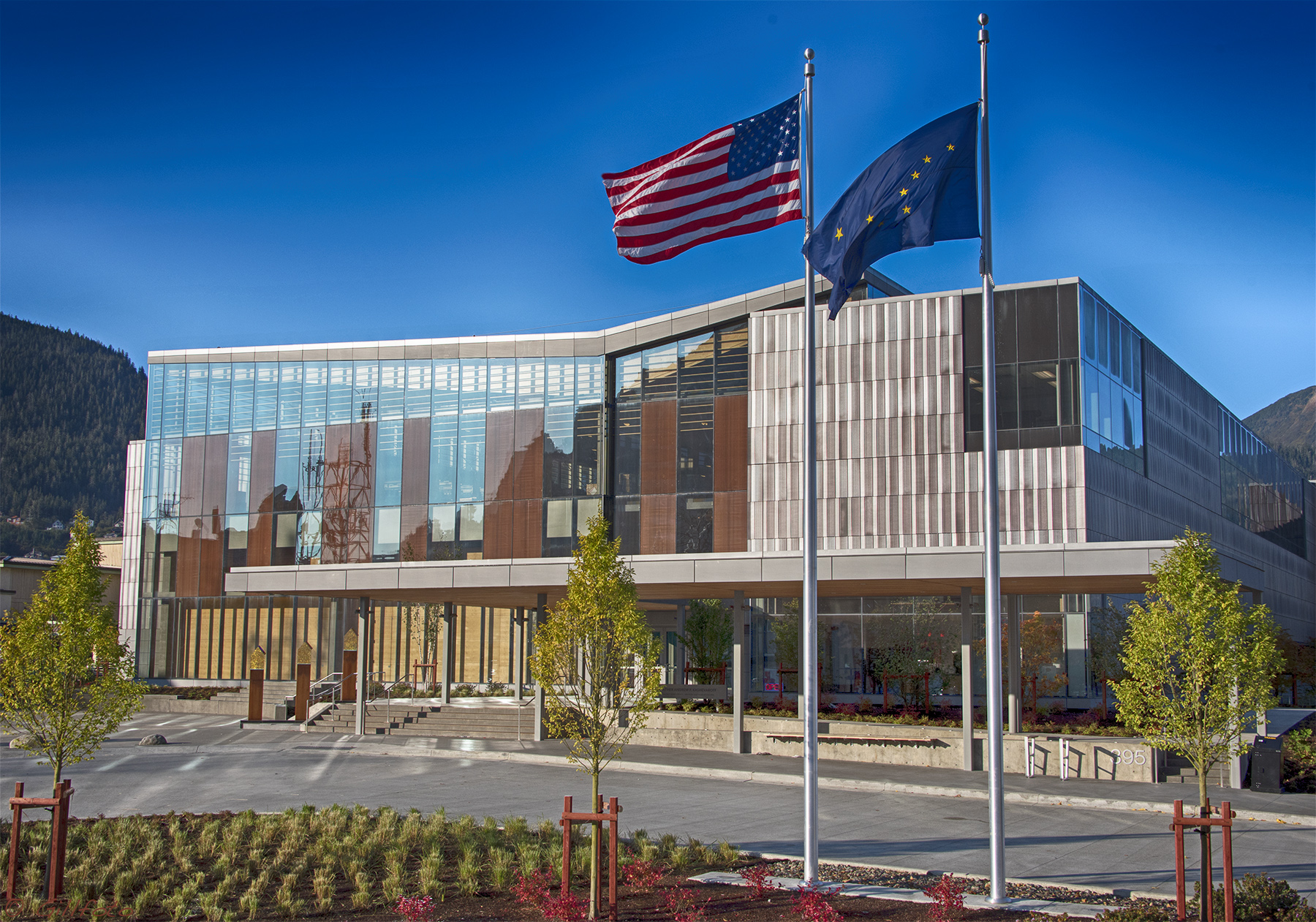
Alaska State Museum, Juneau. The front entrance of the new Father Andrew P. Kashevaroff (APK) Building that houses the Alaska State Museums, Alaska State Archives and Alaska State Library, Juneau.

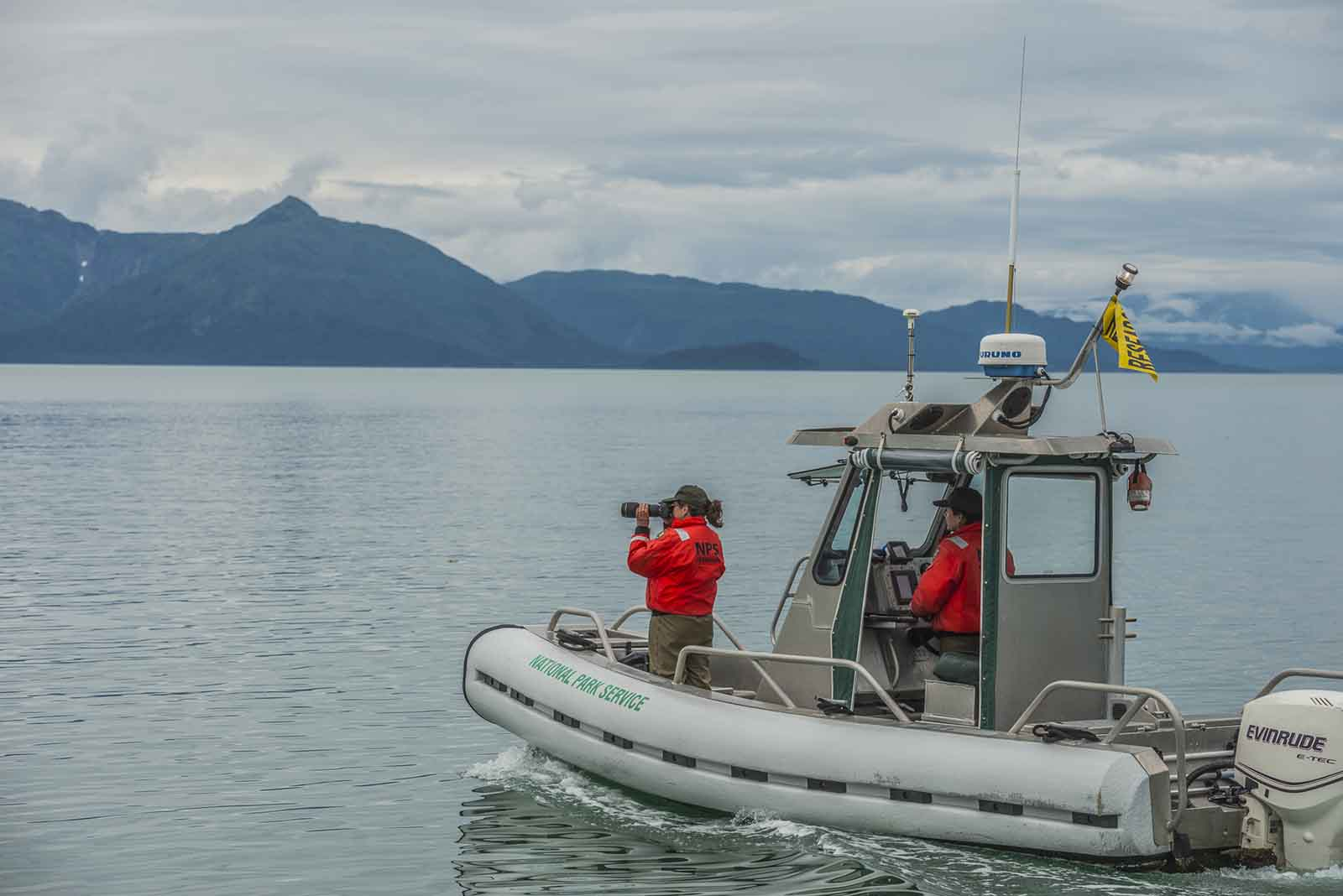
Valskådning. Bilden visar en forskare som söker efter valar.

Området är sedan flera tusen år bebott av indianfolket Tlingit. Den 3 oktober 1880 hittade Joseph Juneau som kom från trakten kring Montréal guld i en bäck som ligger nära dagens stad. Han och hans kompanjon Dick Harris reserverade ett 0,65 km² stort område för sig som av Harris fick namnet Harrisburg. Informationen om guldfyndet blev snart spridd över regionen och ett samhälle växte fram. När orten var tillräckligt stor för att klassas som stad hölls en omröstning angående namnet. Den 14 december 1881 blev namnet Juneau godkänt. Juneau är känt för sina fantastiska naturunderverk och rika historia. Bland höjdpunkterna finns Mendenhall-glaciären, valskådning och Alaska State Museum in Juneau.
Sitka var Alaskas ursprungliga huvudstad, men år 1906, efter valfångstens och pälshandelns nedgång, hade Sitka blivit mindre viktig och den territoriella lagstiftande församlingen flyttade regeringssätet till Juneau i enlighet med en federal lag från 1900. Bosättningen vid Sitka blev huvudort i Ryska Amerika då kompaniets pälshandel organiserades härifrån.
Fram till 1940-talet var gruvdriften den största verksamheten, men under andra världskriget stängdes bergverket.
Med oljeledningen som korsar tvärs över Alaska fick staden nya uppgifter.
En folkomröstning i Alaska (efter initiativ från allmänheten) 1994 om att flytta delstatens huvudstad till Wasilla (norr om Alaskas största stad Anchorage) från Juneau gav cirka 96 000 jaröster mot cirka 116 000 nejröster.